# Werner Graf von der Schulenburg-Heßler
Werner Graf von der Schulenburg-Heßler (* 15. August 1852 in Vitzenburg; † 17. Juni 1930  in Alsleben) war ein deutscher Agrarier und Politiker.

## Herkunft und familiärer Hintergrund
Werner Christoph Daniel Graf von der Schulenburg-Heßler stammte aus dem Hause Vitzenburg, dem Preußen am 18. Oktober 1861 das Amt eines Erbkämmerers in der Landgrafschaft Thüringen übertragen hatte. Er wurde am 15. August 1852 in Vitzenburg als Sohn des preußischen Kammerherren und Erbkämmerers in der Landgrafschaft Thüringen Moritz Graf von der Schulenburg-Heßler (1816–1874) und der Klara von Jagow (1827–1873) geboren. Er starb am 17. Juni 1930 in Alsleben.

## Berufliche und politische Laufbahn

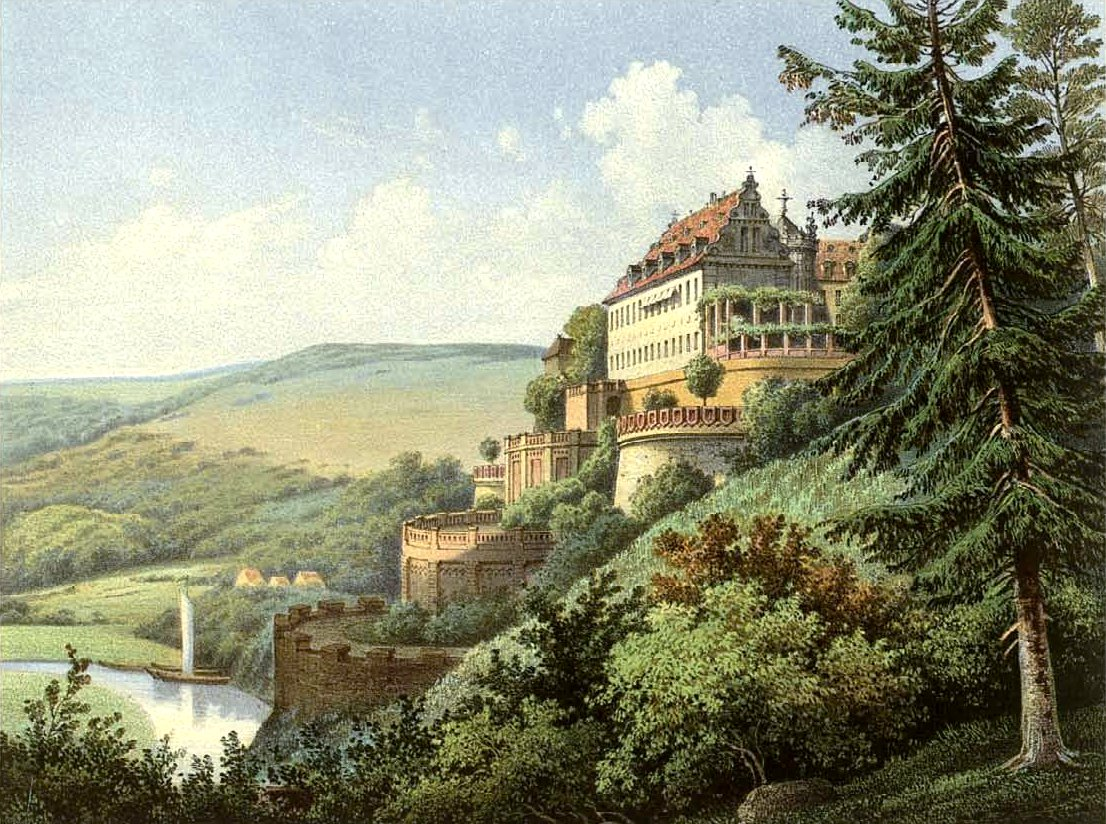
Schloss Vitzenburg um 1860

Werner Graf von der Schulenburg-Heßler diente zunächst in der preußischen Armee als Offiziersanwärter, ohne die Absicht zu haben, Berufsoffizier zu werden. Deshalb schied er mit dem Rang eines Rittmeisters der Reserve aus den Militärdiensten aus, um sich der Bewirtschaftung seines umfangreichen ererbten Grundbesitzes zu widmen. Dieser bestand vor allem aus dem Fideikommiss Vitzenburg mit Weißenschirmbach (gestiftet 1801) und aus den Gütern Klein-Eichstedt und Oberschmon im Kreis Querfurt im heutigen Sachsen-Anhalt. Die Verwaltung seines landwirtschaftlichen Besitzes brachte es mit sich, dass er sich auch allgemein mit agrarpolitischen Fragen beschäftigte, was dazu führte, dass er 1905 als Vertreter der Grundbesitzer Ost-Thüringens in das Preußische Herrenhaus auf Lebenszeit berufen wurde, dem er allerdings wegen der durch die Revolution von 1918 bedingten Abschaffung dieses preußischen Verfassungsorgans nur bis 1918 angehörte, siehe Liste der Mitglieder des Preußischen Herrenhauses.
Neben dieser politischen Tätigkeit als Mitglied des Herrenhauses galt sein Interesse auch karitativ-sozialen Aufgaben im Rahmen seines Amtes als Kommendator der sächsischen Provinzgenossenschaft des evangelischen Johanniter-Ordens. Darüber hinaus waltete er als Erbkämmerer der Landgrafschaft Thüringen seines Amtes.
Werner Graf von der Schulenburg war seit dem 18. Juni 1879 mit Marie Senfft von Pilsach (1855–1946) verheiratet und hatte mit ihr zwei Töchter.